# Perth SC

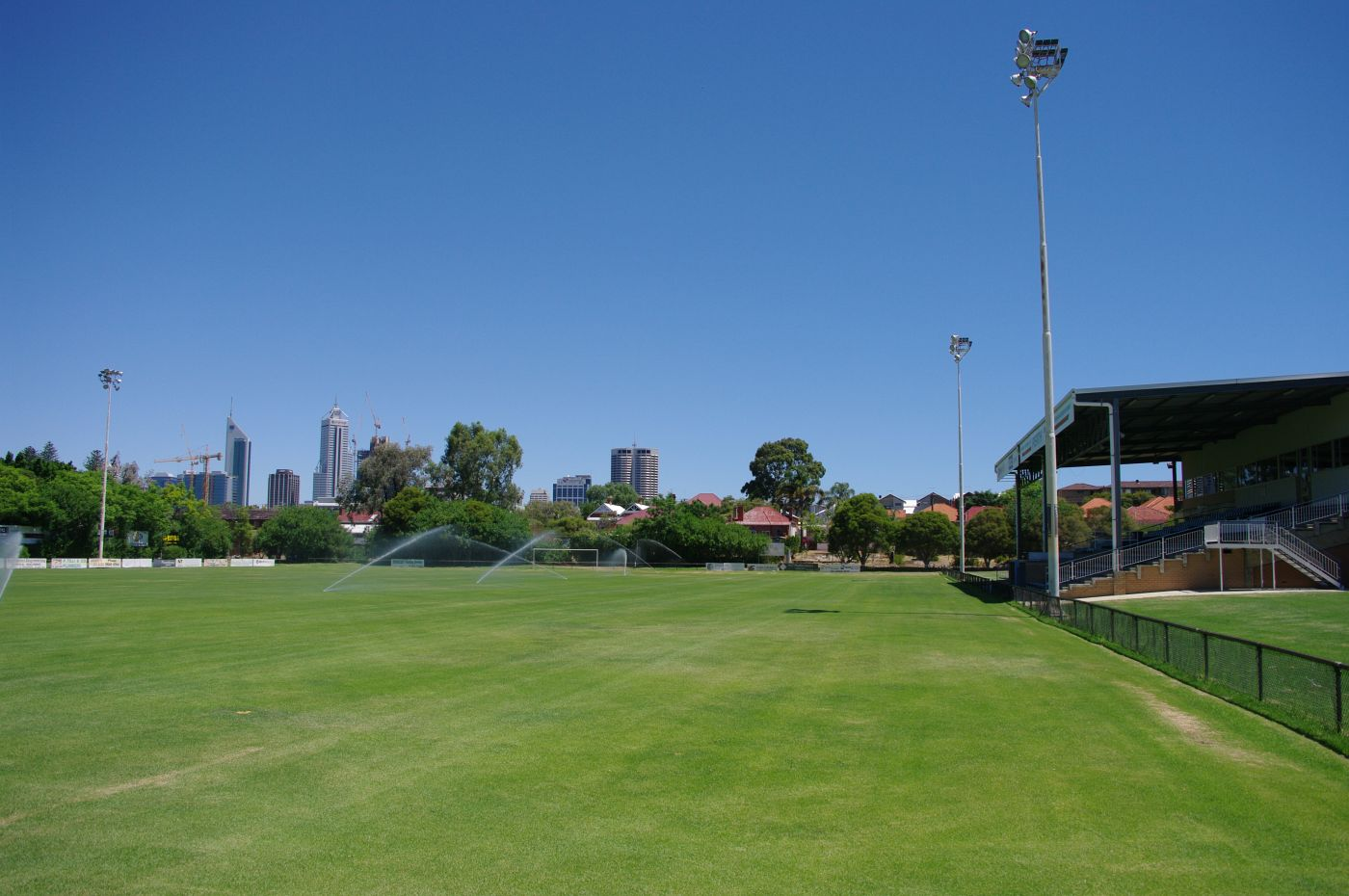
Dorrien Gardens, City of Perth jm Hintergrund

Der Perth Soccer Club (kurz Perth SC) ist ein australischer Fußballverein aus der westaustralischen Hauptstadt Perth. Der Klub ist Rekordmeister und Rekordpokalsieger in Western Australia.

## Geschichte
Der Verein wurde 1948 von italienischen Einwanderern unter dem Namen Azzurri Soccer Club gegründet. 1988 fusionierte man zusammen mit Balcatta Etna und East Fremantle Tricolore zu Perth Italia; Balcatta verließ den Zusammenschluss 1998 wieder, Fremantle im Jahr 2004. Bereits 1994 benannte man sich in Perth SC um.
Mit 20 Meistertiteln und elf Pokalsiegen auf Bundesstaatsebene ist der Perth SC der erfolgreichste Fußballverein in Western Australia.

## Erfolge
- Staatsmeisterschaft von Western Australia (20): 1960, 1962, 1967, 1968, 1969, 1971, 1975, 1976, 1981, 1989, 1990, 1991, 1992, 1993, 2002, 2003, 2005, 2009, 2010, 2011, 2016, 2018, 2019, 2021
- Pokalsieger von Western Australia (11): 1960, 1965, 1969, 1970, 1971, 1973, 1981, 1990, 1993, 2001, 2005